# 이고리 아킨페예프
이고리 아킨페예프(러시아어: Игорь Владимирович Акинфеев, Igor Vladimirovich Akinfeev, 1986년 4월 8일 ~ )는 러시아의 축구 선수로 현재 CSKA 모스크바에서 골키퍼로 활약하고 있으며 CSKA 모스크바의 프랜차이즈 스타이자 FIFA 센추리클럽에 가입되어 있는 6명의 러시아 선수 중 한명이다.

## 클럽 경력

### CSKA 모스크바
2003 시즌을 앞두고 자국 리그인 러시아 프리미어리그의 CSKA 모스크바에 입단한 이후 현재까지 단 한번의 이적 없이 공식전 767경기에 출전하는 동안 리그 6회 우승(2003, 2005, 2006, 2012-13, 2013-14, 2015-16) 및 7회 준우승(2004, 2008, 2010, 2014-15, 2016-17, 2017-18, 2022-23)과 2번의 리그 3위(2007, 2011-12), 러시아 컵 7회 우승(2004-05, 2005-06, 2007-08, 2008-09, 2010-11, 2012-13, 2022-23) 및 1회 준우승(2015-16)과 4번의 4강 진출(2013-14, 2014-15, 2020-21, 2023-24), 러시아 슈퍼컵 7회 우승(2004, 2006, 2007, 2009, 2013, 2014, 2018) 및 5회 준우승(2003, 2010, 2011, 2016, 2023), 2004-05년 UEFA 유로파리그 우승, 2009-10년 UEFA 챔피언스리그 8강 진출에 기여하는 등 2023-24 시즌을 마친 현재까지도 CSKA 모스크바의 핵심 골키퍼로 활약하고 있다.

## 국가대표팀 경력

### 러시아 A대표팀
2004년 4월 28일 노르웨이와의 친선 경기에서 국제 A매치 데뷔전을 치렀고 그 후 UEFA 유로 2008 본선에 출전하여 5경기 중 2경기에서 클린시트를 작성하며 팀의 4강 진출의 돌풍을 이끌어냈다.
그리고 2010년 FIFA 월드컵 유럽 지역 예선에도 10경기에 출전하여 유럽 지역 예선 플레이오프에 기여했고 홈에서 열린 슬로베니아와의 플레이오프 1차전에서는 2-1로 이겼지만 원정에서 열린 2차전에서는 0-1로 패한 것도 모자라 원정 다득점 원칙에서까지 밀리며 8년만의 월드컵 본선행이 좌절되었다.
이후 2014년 FIFA 월드컵 유럽 지역 예선에서도 10경기에 출전하며 12년만의 월드컵 본선 진출을 이끌었지만 본선에서는 2무 1패·H조 3위라는 초라한 성적에 그치며 조별리그에서 탈락했고 자국에서 열린 포르투갈과의 2017년 FIFA 컨페더레이션스컵 A조 2차전에서는 A매치 통산 100번째 경기에 출전하며 FIFA 센추리클럽 가입을 이뤄냈지만 1승 2패·A조 3위로 2014년 FIFA 월드컵, UEFA 유로 2016에 이어 또 한번 조별리그 탈락의 고배를 마셨다.
그러나 이듬해 자국에서 열린 2018년 FIFA 월드컵 본선에서는 5경기에서 4실점 2클린시트를 기록했고 특히 스페인과의 16강전 승부차기에서 상대팀 키커인 코케와 이아고 아스파스의 킥을 막아내며 1970년 이후 무려 48년만의 러시아의 월드컵 8강 진출의 1등 공신으로 활약했으며 크로아티아와의 8강전을 끝으로 A매치 111경기의 출장 기록을 남기고 14년간 입었던 국가대표팀 유니폼을 반납했다.

## 대회 성적

### 클럽
CSKA 모스크바
- 러시아 프리미어리그 : 우승 (2003, 2005, 2006, 2012-13, 2013-14, 2015-16), 준우승 (2004, 2008, 2010, 2014-15, 2016-17, 2017-18, 2022-23), 3위 (2007, 2011-12)
- 러시아 컵 : 우승 (2004-05, 2005-06, 2007-08, 2008-09, 2010-11, 2012-13, 2022-23), 준우승 (2015-16), 4강 (2013-14, 2014-15, 2020-21, 2023-24)
- UEFA 유로파리그 : 우승 (2004-05)
- 러시아 슈퍼컵 : 우승 (2004, 2006, 2007, 2009, 2013, 2014, 2018), 준우승 (2003, 2010, 2011, 2016, 2023)

### 국가대표팀
러시아
- UEFA 유럽 축구 선수권 대회 : 3위 (2008)

### 개인 수상
- 러시아 프리미어리그 올해의 선수 : 2012-13
- 러시아 올해의 선수 : 2012-13
- 스포트 익스프레스 선정 발트해 및 독립 국가 연합 올해의 선수 : 2006
- 러시아 프리미어리그 영플레이어상 : 2005
- 러시아 프리미어리그 최우수 33인 : 2005, 2006, 2008, 2009, 2010, 2012-13, 2013-14
- 러시아 축구 연맹 선정 최우수 골키퍼 : 2008, 2009, 2010
- 러시아 프리미어리그 올해의 어시스트 : 2022-23
- 유럽 최우수 신인 골키퍼 : 2008
- 레프 야신 클럽 멤버
- 러시아 CSKA상 황금 말굽 : 2010
- 러시아 CSKA상 은편자 : 2005, 2006, 2008, 2009
- 러시아 우정 훈장 : 2006
- 레프 야신상 올해의 골키퍼 : 2004, 2005, 2006, 2008, 2009, 2010
- 러시아 프리미어리그 올해의 팀 : 2022-23
- 2018년 FIFA 월드컵 맨 오브 더 매치 : vs. 스페인 (16강전)

## 같이 보기
- A매치 100경기 이상 출전한 축구 선수 명단
- 원클럽맨 명단